# Hamrah Dawm
Hamrah Dom (en arabe : حمرة دوم) est un petit village de Haute-Égypte. Il est situé près de la ville de Qena, à environ 80 kilomètres au nord-ouest de Louxor.

## Vue d'ensemble
Situé sur la rive ouest du Nil dans le gouvernorat de Qena. Il est connu pour être situé près des falaises du Djebel El Zarif, où les évangiles gnostiques de la bibliothèque de Nag Hammadi ont été trouvés par Mohammed Ali Samman en décembre 1945. Il est connu pour avoir été habité par la tribu Hawara au moins pendant la période précédant et incluant 1945.